# Tardienta
Tardienta é um município da Espanha na província de Huesca, comunidade autónoma de Aragão, de área 90,71 km² com população de 1022 habitantes (2007) e densidade populacional de 11,82 hab/km².

## Demografia
| Variação demográfica do município entre 1991 e 2004 | Variação demográfica do município entre 1991 e 2004 | Variação demográfica do município entre 1991 e 2004 | Variação demográfica do município entre 1991 e 2004 |
| --------------------------------------------------- | --------------------------------------------------- | --------------------------------------------------- | --------------------------------------------------- |
| 1991                                                | 1996                                                | 2001                                                | 2004                                                |
| 1211                                                | 1087                                                | 1087                                                | 1072                                                |